# Moyen Âge éthiopien
Le Moyen Âge éthiopien désigne une période de l'Histoire éthiopienne qui s'étend du VIIe siècle (haut Moyen Âge) au début du XVIe siècle. L'année 1270 marque la prise de pouvoir par la dynastie salomonide après environ un siècle de règne des Zagwés.

Au début du XVIe, l'Éthiopie fait face aux invasions d'Ahmed Gurey durant une guerre qu'elle remporte après une série de défaites. À cette guerre s'ajoutent les vagues de migrations des Oromos. Cette période de rétractation symbolise la fin du Moyen Âge.

## Haut Moyen Âge
Le pouvoir de l'État chrétien du royaume d'Aksoum décline au VIIe siècle. Ce déclin correspond à l'émergence d'une forte rivalité entre le port du royaume d'Aksoum et Djeddah, sur la mer Rouge. D'ailleurs le monnayage aksunnite disparait au cours du VIIIe siècle. Mais le fait que le négus (« roi » en langue guèze) ait accueilli les disciples du Prophète, contraints de fuir La Mecque, restera dans les mémoires dès les premiers temps de l'Islam. Les relations resteront respectueuses sinon amicales entre les deux communautés, ce qui n'empêche pas la rivalité entre commerçants, des deux côtés de la mer Rouge.
Par ailleurs, la documentation dans le royaume d'Aksoum puis en littérature arabe laisse apparaître un vide pour plusieurs siècles, après le VIIIe siècle. Ce vide pourrait être dû à « l'affaiblissement politique et culturel du royaume chrétien, coupé du reste de la chrétienté par l’expansion musulmane, et à une occultation plus ou moins systématique de cette période (VIIIe – XIIIe siècle) chez les clercs de la période postérieure, pour des raisons essentiellement idéologiques. »
Selon plusieurs sources, vers 960-970, une reine aurait pris le pouvoir et semble avoir détruit systématiquement toutes les églises du pays. Elle pourrait représenter une minorité païenne, dont on avait aucune idée jusqu'aux années 2000, qui aurait décidé de se libérer du joug du pouvoir chrétien. Or la recherche archéologique a permis de montrer, aux XIe – XIVe siècles, l'existence de sociétés élitaires, bénéficiaires du grand commerce, qui ont fait le choix de ne se convertir ni au christianisme, ni à l'islam. Les morts de ces païens sont inhumés, d'une part, de manière collective mais hiérarchisée dans des tumulus sur le haut plateau de l'Éthiopie centrale jusqu'en Érythrée actuelle, dans la région du Manz, et d'autre part, dans des fosses surmontées de stèles et dans des tumulus, dans la région du Tchertcher, à l'est du Rift. Cette culture est dite Shay, du nom d'une rivière qui compte un grand nombre de ces sépultures monumentales. Des sociétés puissantes ont donc occupé des territoires de l'Éthiopie avant que les pouvoirs chrétiens ou musulmans n'en effacent la trace, hormis ces tumulus et ces stèles.
Dès le XIe siècle, des communautés musulmanes s'installent sur le haut plateau éthiopien. Cette présence est documentée par l'épigraphie funéraire et par une historiographie en langue arabe, bien avant les premières chroniques de royaume chrétien. Ces communautés participent du commerce qui provient de la mer Rouge, mais se charge aussi du sel des mines du désert Danakil. Jusqu'au XIIIe siècle a existé aussi un sultanat musulman du Choa. Mais l'on n'en connait que peu de choses. Au XIIe siècle on assiste à un renouveau des relations entre l'Église chrétienne d'Éthiopie et le métropolite d'Alexandrie pour l'envoi, chaque fois, d'un nouveau métropolite. De nouvelles églises sont élevées au XIe – XIIIe siècle par une élite qui va fonder un nouveau royaume chrétien. Enfin, de nouvelles mosquées sont construites, elles aussi, au sein de sociétés dont les religions deviennent de moins en moins diverses.
La période est marquée par de profonds bouleversements sociaux et économiques. Au XIIIe siècle les rivalités tournent à la confrontation. Comme entre le sultanat d'Ifât (localisée en 2009, et recouvrant probablement en partie le sultanat du Choa) et le royaume païen du Damot, auquel elle était soumise, et qui sera finalement vaincu. Le sultanat d'Ifât contrôle les espaces musulmans qui vont du sud des fleuves Awash et Jamma, jusqu'au golfe d'Aden. Il contrôlait, par le port de Zeila (ou Zaila), le débouché du commerce de l'or, des esclaves (surtout abyssins), de l'ivoire et les céréales. Les chrétiens vivent alors aux très hautes altitudes, au delà de 2500 m, et cultivent l'orge et la fève. Les musulmans vivent autour de 1500 m, et cultivent sorgho, le haricot et la canne à sucre, ils élèvent des bœufs, des moutons et des chèvres. Tous cultivent le teff, une céréale, tout comme le blé.
Tous sont donc bien sédentaires. Ultérieurement, au XVIe siècle, au moment des guerres de religion, cette histoire a été complètement réécrite opposant nomades musulmans et sédentaires chrétiens dans le cadre d’une lutte territoriale et religieuse, « à l’heure où la foi devient un constituant décisif de l’identité des populations et où les frontières se fixent autour de territoires voulus comme culturellement homogènes.»

## Dynasties Zagwé et salomonnienne
Dès le XIIe siècle, la dynastie Zagwé (ou Zagoué) semble avoir unifié différents espaces chrétiens et parachève le mouvement de christianisation engagé avant le haut Moyen Âge. Le roi Lalibela (vers 1204-1205) marque l'apogée de cette dynastie. Les sources, pour cette période, sont bien plus nombreuses qu'auparavant. Il aura laissé son nom attaché au site où les églises rupestres de Lalibela (début du XIIIe siècle) ont été creusées dans la roche, tout comme certains temples célèbres en Inde de l'Ouest (Ellora, VIIe – IXe siècle). Il déplace ainsi le centre du royaume au cœur des montagnes du Lasta, et distribue généreusement des richesses au clergé. Sous son règne les symboles propres à l'idéologie royale éthiopienne sont fixés : l'onction, lors du sacre qui fait de lui le descendant de l'union du roi hébreux Salomon et de la reine de Saba, détenteur de l'Arche d'alliance. Cette idéologie se forme bien sous cette dynastie selon plusieurs sources égyptiennes, dont l' Histoire des patriarches de l'Église d'Alexandrie.
Selon des chroniques plus ou moins différentes, un certain Yekouno Amlak, originaire du Sud, s'empare du pouvoir en 1270 et fonde la dynastie salomonienne (ou « salomonide », 1270-1974). Il s'efforcera de dupliquer l'organisation politique et territoriale mise en place par la dynastie Zagwé. Celle-ci sera systématiquement abaissée, ensuite, par les rédacteurs des vies de saints et des chroniques du XIVe siècle, dans un regard rétrospectif faussé. La dynastie salomonienne sera présentée, jusques et y compris à l'époque moderne par une fiction historique, comme seuls héritiers de la dynastie aksumite, et comme les véritables descendants de Salomon et de la reine de Saba.
Cette dynastie étend son territoire. En 1316-1317, le roi chrétien, Amda Seyon assujettit le puissant royaume du Damot, anciennement païen mais passé à l'Islam, ainsi qu'un autre sultanat, Hadiya et le Godjam (à l'Ouest). Des populations sont déportées et les chrétiens prennent leur place. Les six petits États musulmans qui subsistent doivent payer tribut. La région du Choa passe sous contrôle, politique et religieux, du roi chrétien. Mais la concurrence et les conflits restent constants dans ce paysage encore très morcelé, aux XIVe et XVe siècles. Les chrétiens tiennent les approvisionnements du haut plateau, esclaves, or, ivoire, tandis que les musulmans tiennent les voies d'acheminement vers les ports (Zayla et Massawa). Le rôle des villes-marchés est essentiel. Les petites villes musulmanes affichent une très grande modestie, et le roi chrétien se déplace sous de simples tentes, fondant à l'occasion une église et assurant par sa présence la mobilité de son armée, prête à répondre à toute attaque. De nombreux liens sont tissés entre les communautés sous domination chrétienne, des mariages ont lieu, mais surtout, le roi intervient constamment dans les affaires du sultanat d'Ifât. Et ce comportement va déclencher, d'abord une série de combats non décisifs contre les troupes chrétiennes, puis le djihad de l'imam Ahmad (1527-1542) au cours du règne de David II.
Cet imam, Ahmed Ibn Ibrahim Al-Ghazi, ne faisant partie d'aucune famille ayant exercé le pouvoir, apparait comme un homme neuf, et, en tant qu'imam, il est le garant d'un islam orthodoxe. Il peut ainsi mener la guerre en toute indépendance, vis-à-vis du sultan d'Ifât. Il parvient alors à rassembler non seulement les musulmans des sultanats d'Éthiopie, mais aussi des armées venues de la péninsule arabique. Les anciens territoires conquis par les chrétiens leur sont repris, puis c'est le royaume lui-même qui est quasiment conquis. En 1542, les armées chrétiennes, bénéficiant de l'appui d'un contingent portugais (dirigé par le fils de Vasco de Gama) parviennent à retourner la situation, avec la mort de l'imam en 1543. Cette guerre aura duré douze ans et le pays est ruiné. C'est dans ce contexte que s'installe un groupe de pasteurs, les Oromo, qui vont pousser le pays dans une ère nouvelle.